# Andrea Caracciolo
Pour les articles homonymes, voir Caracciolo.
Andrea Caracciolo, né le 18 septembre 1981 à Milan, est un footballeur international italien.

## Biographie
Il commence sa carrière de footballeur en Dilettanti (5e niveau) avec l'AS Sancolombano. Il joue ensuite à Côme et au Pro Vercelli, deux équipes professionnelles, avant de signer pour Brescia. Il fait ses débuts en Serie A le 6 janvier 2002, contre Bologne.
Lors de la saison 2002-2003, il est prêté à Pérouse avant de retourner à Brescia, inscrivant 11 buts à la fin de la saison 2003-2004.
En novembre 2004, il fait ses débuts dans l'équipe d'Italie, dans un match amical contre la Finlande.
À l'été 2005, il rejoint l'effectif de l'US Palerme. Durant la saison 2005-2006, il marque 9 buts en 35 apparitions.
À l'été 2007, il rejoint la Sampdoria de Gênes avant d'être prêté puis vendu le 31 janvier 2008 à Brescia.
Fin août 2011, il est prêté pour 1,6 M€ avec option d'achat obligatoire au Genoa.
Le 26 août 2006, il est rappelé en équipe nationale par le nouvel entraîneur Roberto Donadoni, remplaçant Cristiano Lucarelli à la 65e minute du match amical contre la Croatie.
Il a également joué pour l'équipe d'Italie espoirs, avec laquelle il a gagné le Championnat d'Europe 2004.

## Palmarès
- Vainqueur du Championnat d'Europe espoirs en 2004.